# ريتشارد براون
ريتشارد براون (بالإنجليزية: Richard Brown)‏ (13 يناير 1967 بنوتنغهام في المملكة المتحدة - ) هو لاعب كرة قدم بريطاني في مركز الدفاع. لعب مع بلاكبيرن روفرز وشيفيلد وينزداي ونادي تشيلتنهام تاون لكرة القدم ونادي بوسطن يونايتد.

## وصلات خارجية
- ريتشارد براون على موقع قاعدة بيانات كرة القدم.إي يو (الإنجليزية)
- ريتشارد براون على موقع Soccerbase.com (لاعب) (الإنجليزية)
- ريتشارد براون على موقع عالم كرة القدم.نت (الإنجليزية)